# Castello di Cerreto Landi
Il castello di Cerreto Landi è una fortificazione situata nell'omonima frazione del comune italiano di Carpaneto Piacentino, in provincia di Piacenza.
Il castello si trova tra il corso del torrente Chero e quello del Riglio, in aperta pianura Padana e fu probabilmente costruito a presidio della via di comunicazione che collegava la via Emilia con le prime propaggini appenniniche.

## Storia
Mancano documenti che testimonino l'esatta data di costruzione di questo castello, che è citato in un atto del 1385 come di proprietà di Oberto Landi. Successivamente viene menzionato dal cronista piacentino Musso come filovisconteo nell'ambito degli scontri tra le casate guelfe piacentine e la famiglia Visconti.
Alla fine del XV secolo, dopo che la Camera Ducale aveva avocato una porzione della fortificazione a saldo di un credito vantato nei confronti di Bartolomeo Maria Landi, a sua volta derivato dalla posizione debitoria di Giovan Francesco Landi, il castello, insieme al relativo feudo, fu concesso nel 1516 a Galvano e Vergiuso Landi dal duca di Milano Gian Galeazzo Sforza.
Il castello rimase di proprietà del ramo famigliare dei Landi fino all'inizio del 1700 quando, con l'estinzione dei proprietari, pervenne a Lorenzo Beretti Landi, figlio di Antonia Maria Landi, discendente femminile della casata. A seguito della scomparsa di Lorenzo il feudo passò alla Camera Ducale farnesiana che il 1º marzo 1726 perfezionò la cessione del maniero al chierico Andrea Giacometti, liberandolo al contempo da tutti gli obblighi connessi al feudo, per una cifra di 20 000 lire.
L'edificio fu dei Giacometti fino al 1837 quando, dopo il matrimonio tra la contessa Antonia Giacometti e il conte Guido Gazzola, entrò a far parte dei beni della famiglia Gazzola, la quale si era vista assegnare gratuitamente, alla persona del generale Gian Angelo Gazzola, che aveva rivestito la carica di ambasciatore del duca di Parma e Piacenza Francesco Farnese presso la corte londinese, il feudo di Cerreto, già nel 1736.
Il castello fu quindi trasformato da fortificazione con scopi difensivi a dimora nobiliare di campagna di gusto barocco, pur mantenendo gran parte degli originari caratteri archtettonici.

## Struttura
L'edificio, realizzato prevalentemente in sasso e ciottoli di torrente, materiali tipicamente utilizzati per le csotruzioni dell'area piacentina del XIII secolo, presenta alcune aggiunte più moderne in laterizio. A pianta quadrangolare, originariamente dotato di ponte levatoio situato sul lato sud-orientale, è circondato da un sistema di fossati.
Il doppio ingresso, pedonale e carrabile, avviene tramite il mastio nella quale sono visibili gli incastri in cui venivano inserite le catene della pusterla. Oltre al mastio, sono presenti altre tre torri di pari altezza, a base quadrata e poste sugli angoli del complesso. I resti di una quarta torre, isolata da tutti i corpi di fabbrica, sono visibili nel cortile interno; questa torre richiama per caratteristiche il dongione del castello di Montechiaro.
Nelle parti in muratura si trovano i resti della merlatura guelfa, finestre e portici caratterizzati da archi a tutto sesto, i quali sono però stati murati, nonché feritoie nella torre situata sul vertice nord-occidentale e sul fronte posto a settentrione.
All'esterno del fossato che circonda il castello, si trova un piccolo oratorio privato consacrato a san Gaetano, menzionato per la prima volta in carte geografiche seicentesche, ma probabilmente più antico, mentre di un altro oratorio, posto all'interno della fortificazione, utilizzato per l'ospitalità dei nobili visitatori e esistito fino al XIX secolo, sono visibili alcuni stucchi e affreschi di stile neoclassico.